# Lac des Dix
Der Lac des Dix [ˌlakdeˈdis] ist ein Stausee, der im oberen Teil des Val d’Hérémence im Kanton Wallis in der Schweiz liegt. Die Staumauer Grande Dixence an der Dixence staut den See auf das Stauziel von 2364 m ü. M. auf. Sie liegt 17 km südlich der Kantonshauptstadt Sion, war 2015 die vierthöchste Staumauer der Welt und mit 285 Metern das höchste Bauwerk der Schweiz. See und Staumauer gehören zur Kraftwerksanlage Grande Dixence, werden aber auch von der Kraftwerksanlage Cleuson-Dixence genutzt.

## Geschichte

### Erste Dixence-Staumauer 1934

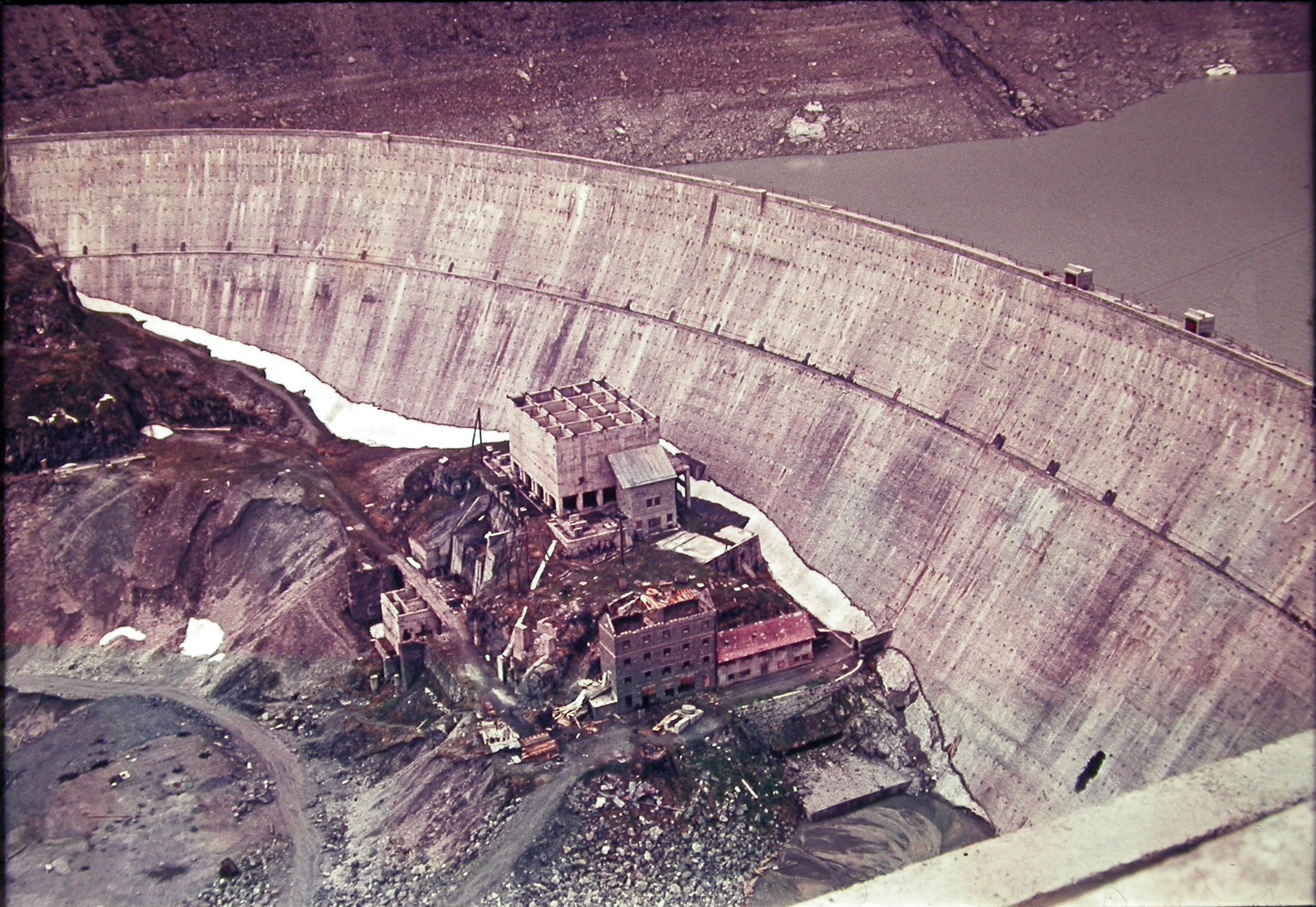
Die alte Staumauer von 1934, kurz bevor sie im Juli 1957 zur Flutung des neuen Stausees geöffnet wurde

Von 1926 bis 1934 baute die Energie de l’Ouest Suisse S.A. (EOS) die erste Dixence-Staumauer mit 85 m Kronenhöhe. Sie wurde von den Ingenieuren Alfred Stucky und Jean Landry entworfen. Die Stromerzeugung erfolgte ab 1934 im Kraftwerk Chandoline.
Zwischen 1947 und 1951 wurde ein Zulaufstollen vom Lac de Cleuson zum Lac des Dix gebaut, um das für die Stromerzeugung verfügbare Volumen zu erhöhen.

### Kraftwerksanlage Grande Dixence
1950 wurde die Grande Dixence SA als Tochtergesellschaft der EOS gegründet mit dem Ziel, das Wasser aller Seitenflüsse der Rhone zwischen der Vispa und Dranse de Bagnes zu nutzen. Hierfür sollten eine neue Staumauer gebaut werden sowie ein über 100 km langes Netz von Zulaufstollen, um den See zu füllen. Die Wasserrechte an der Dranse de Bagnes jedoch wurden wider Erwarten nicht an die Grande Dixence SA vergeben, sondern an die Forces Motrices de Mauvoisin SA, welche den Lac de Mauvoisin mit den zugehörigen Kraftwerken baute.
Die Planung der Anlage führte das firmeneigene Büro mit Unterstützung von Alfred Stucky durch. Zur Finanzierung des Grossprojektes und zur Nutzung der von der Anlage erzeugten Energie suchte EOS nach weiteren Partnern, die in der Deutschschweiz gefunden wurden. Es waren dies die BKW, die NOK und die Stadt Basel. EOS blieb Hauptaktionär der Grande Dixence SA mit 60 % Anteil an der Gesellschaft.
Der Bau der neuen Grande-Dixence-Staumauer dauerte von 1951 bis 1965. Am Bauprojekt waren über 3000 Arbeiter beteiligt. Die Flutung wurde am 17. Juli 1957 durch das Öffnen der alten Staumauer eingeleitet. Die anderen Anlagenteile wurden zwischen 1961 und 1965 etappenweise in Betrieb genommen. Neben der Staumauer waren dies der 24 km lange Hauptstollen in 2400 Meter Höhe, welcher von vier Pumpstationen mit Wasser beschickt wird, und zwei neue Kraftwerke, die zusammen mit dem bestehenden Kraftwerk Chandoline die Kraft des aus dem gestauten See fliessenden Wassers in elektrische Energie umwandeln. Die Pumpstationen befinden sich in Zmutt und Stafel oberhalb von Zermatt sowie in Ferpècle und Arolla im Val d’Hérens, die Kraftwerke in Fionnay im Val de Bagnes und bei Nendaz im Rhonetal.

### Kraftwerksanlage Cleuson-Dixence
Zwischen 1993 und 1998 wurden die bestehenden Anlagen mit dem Projekt Cleuson-Dixence ergänzt, welches eine bessere Nutzung des Stauseeinhalts ermöglicht, indem ein zusätzliches Kraftwerk an den Stausee angeschlossen wurde. Für das neue Kraftwerk Bieudron mit einer Leistung von 1269 MW mussten eine Wasserfassung in die Staumauer gebohrt sowie ein 15,8 km langer Zuführungsstollen und ein 4,3 km langer Druckstollen mit Wasserschloss gebaut werden. Die Anlage kostete 1,3 Mia. CHF und liegt vollständig unterirdisch. Die Gesamtleistung der vom Lac des Dix versorgten Kraftwerke konnte man hiermit auf das 2,5fache steigern, womit es möglich wurde, den Inhalt des Stausees während nur 1000 Stunden zu verarbeiten. Die Leistung des Kraftwerks Bieudron entspricht ungefähr derjenigen eines AKW und kann innerhalb von nur drei Minuten dem Netz zur Verfügung gestellt werden.

### Bruch des Druckstollens 2000
Am 12. Dezember 2000 gegen 20:10 Uhr barst der 1999 in Betrieb genommene, dicht unter der Hangoberfläche verlaufende Druckstollen mit einer Nennweite von 3,2 m, der das Wasser vom Wasserschloss Tracouet (2250 m ü. M.) zum Kraftwerk in Bieudron (540 m ü. M.) führt. Die Leitung wurde zwischen Condémines und Fey (1234 m ü. M.) auf einer Länge von 9 m bis zu einer Spaltbreite von 60 cm aufgerissen. Eine 3 m lange Längsnaht der Stahlverkleidung barst, und der Riss pflanzte sich über weitere zwei Schüsse des Rohres fort. Der Kopfschieber am Wasserschloss wurde sofort automatisch geschlossen. Es traten ungefähr 27'000 m³ Wasser aus, die sich ab diesem Schieber oberhalb der Bruchstelle im Rohr befanden.
Dadurch kamen drei Menschen ums Leben, und es wurden sieben Berghütten und vier Scheunen von den Wasser-, Fels- und Erdmassen zerstört, 17 andere Berg- und Gartenhütten sowie drei Bauernhöfe beschädigt und etwa 100 Hektar Wald, Weiden und Obstgärten durch Schlamm verwüstet. Die Strasse zwischen Sion und Riddes und die Rhone selbst wurden verschüttet.
Das für die Deckung der Spitzenlast konzipierte Kraftwerk Bieudron mit einer Leistung von 1269 MW fiel danach mehrere Jahre aus. Nach erfolgter Instandsetzung wurde die Anlage im Januar 2010 wieder in Betrieb genommen. Der Betriebsleiter und ein Verantwortlicher des Stollen-Herstellers wurden im August 2008 wegen fahrlässiger Tötung zu einer Geldstrafe auf Bewährung verurteilt.
Der wirtschaftliche Verlust durch den Ausfall der Generatoren in Bieudron ist von besonderer Art: Es handelte sich um einen Leistungsverlust, aber nicht um einen (Energie-)Produktionsverlust, da das Wasser aus dem Lac des Dix immer noch in den bestehenden Kraftwerken von Fionnay, Nendaz und Chandoline genutzt werden konnte.

### Stilllegung Zentrale Chandoline 2013
Die Zentrale Chandoline wurde am 1. Mai 2013 stillgelegt, weil ihr Betrieb nicht mehr wirtschaftlich war. Im Jahr 2015 war der Abbau der technischen Anlagen im Gange.

### Mikrorisse in der Druckleitung 2016
Im Sommer 2016 wurden während der Revision Mikrorisse in den Schweissnähten der Druckleitung von der Zentrale Nendaz festgestellt. Der Schaden betraf nur den oberirdischen Teil der Leitung, der zwischen Péroua und Condémines verläuft. Die Zentralen Nendaz und Fionnay wurden deshalb nach der Revision nicht mehr in Betrieb genommen und der betroffene Teil der Druckleitung entleert. Der Schaden sollte für 48,5 Mio. SFr. behoben werden, die Vorbereitungsarbeiten begannen im Sommer 2019. Die Wiederinbetriebnahme der Anlagen erfolgte ab Januar 2023 und wurde im Oktober 2023 abgeschlossen.

## Besitzverhältnisse
Die Besitzverhältnisse bei den Kraftwerksanlagen, die das Wasser des Lac des Dix nutzen, sind etwas komplex: die Kraftwerke Fionnay und Nendaz werden von der Grande Dixence SA betrieben, das Kraftwerk Bieudron von der Cleuson-Dixence SA. Das stillgelegte Kraftwerk Chandoline und die Rechte an der alten Staumauer von 1934 werden von Alpiq Suisse AG und den Gemeinden verwaltet, welche die Konzession für dieses erste Kraftwerk gegeben hatten.

### Grande Dixence SA
Die Grande Dixence SA gehört zu 60 % der Alpiq Suisse AG und zu je 13 1⁄3 % der Axpo Power AG, der BKW Energie AG und den Industriellen Werken Basel (IWB). Die Gesellschaft hält wiederum Beteiligungen von 45 % am Elektrizitätswerk Zermatt AG (EWZ), damit die Nutzung des Zmuttbachs optimiert werden konnte, 35 % an der Hydro Exploitation SA, welche die Kraftwerksanlagen des Lac des Dix unterhält und betreibt, 68,2 % an der Cleuson-Dixence SA und 29 % an der Force Motrice de la Borgne SA (FMdB), welche Kraftwerksanlagen talwärts von der Staumauer betreibt.

### Cleuson-Dixence SA
Die Cleuson-Dixence SA gehört zu 31,8 % der Alpiq und zu 68,2 % der Grande Dixence SA. Alle Anlagen werden seit 2003 von der Hydro Exploitation SA betrieben, an der die Grande Dixence SA zu 35 % beteiligt ist.

## Lagekarte

Wasserkraftanlagen Grande Dixence

## Staumauer

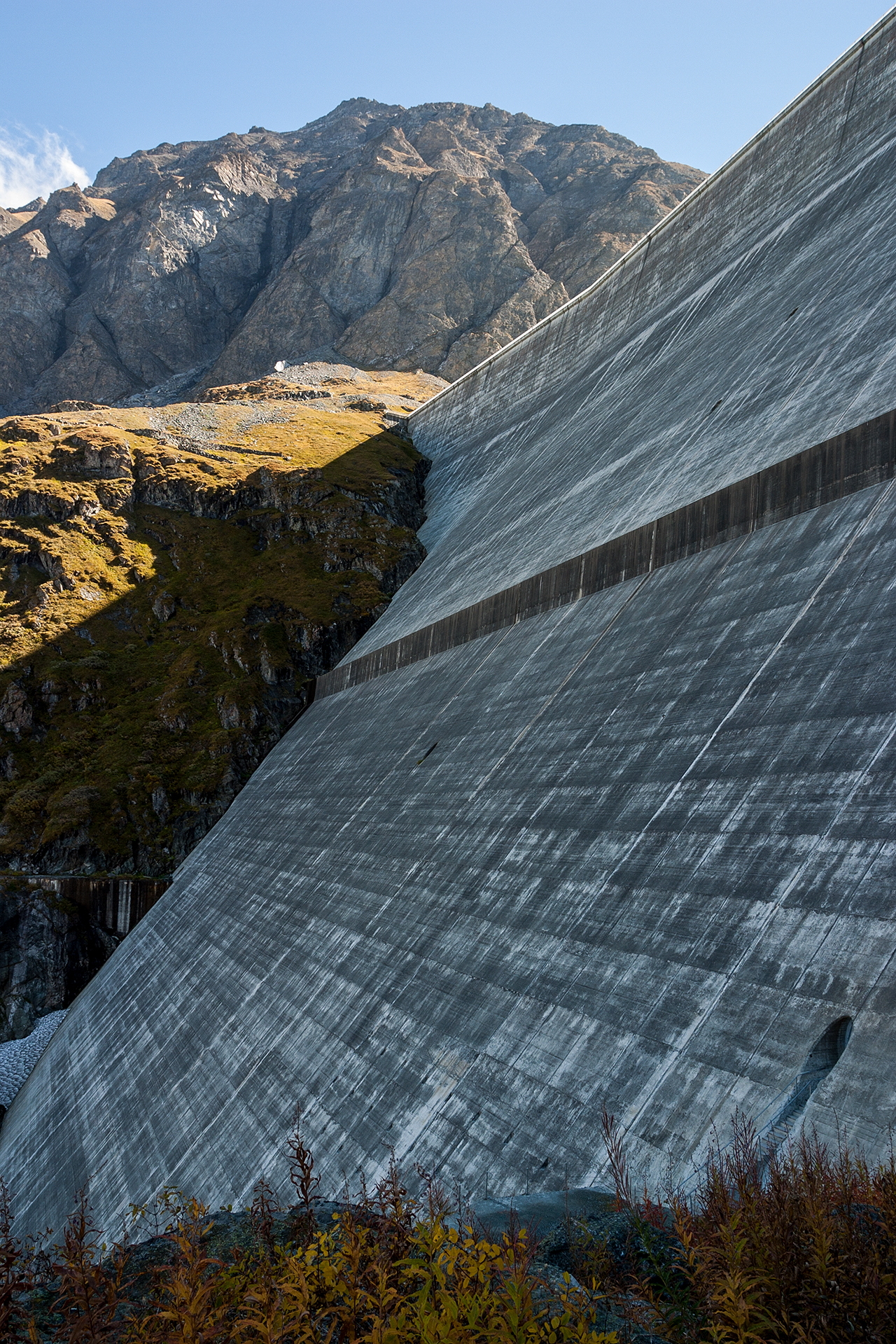
Staumauer Grande Dixence

Die Gewichtsstaumauer Grande Dixence war mit einer Höhe von 285 Metern bis 1980 die höchste Staumauer der Welt. Dann wurde sie von der bis 2013 höchsten Mauer in der UdSSR (jetzt Tadschikistan), dem Nurek-Staudamm, mit einer Höhe von 300 m, überflügelt. Zwei Mauern in China wurden 2010 und 2014 fertiggestellt; die 292 m hohe Xiaowan-Talsperre und Jinping I mit 305 Metern. Zwei dieser Absperrbauwerke sind Steinschüttdämme, eines eine Bogenmauer, womit die Grande Dixence weiterhin die höchste Gewichtsstaumauer der Welt ist. (Eine Zusammenstellung der höchsten Staumauern ist in der Liste der grössten Talsperren der Erde zu finden.)
An der Basis hat die Grande Dixence eine Dicke von 200 Metern, die Kronenlänge beträgt 695 Meter. Beim Bau wurden über 6 Millionen Kubikmeter Beton verbaut, das Gewicht der Mauer liegt bei etwa 15 Millionen Tonnen. Zur Wartung und Kontrolle sind im Inneren der Mauer über 30 km Stollen angelegt.
Vom Fuss der Staumauer zur Krone verkehrt eine Luftseilbahn. Die 640 m lange Bahn aus dem Jahre 1964 ist als Pendelbahn mit Kabinen für 15 Personen ausgeführt.

## See
Der Lac des Dix ist etwa 5,3 km lang, durchschnittlich ungefähr 600 Meter breit und maximal 227 m tief. Seine mit der Füllhöhe variierende Fläche beträgt ungefähr 4 km².
Das Fassungsvermögen liegt bei rund 400 Mio. m³. Der Stausee wird durch ein Netz von Zulaufstollen und Pumpwerken mit Wasser befüllt, das aus den 75 Wasserfassungen im 375 km² grossen Einzugsgebiet stammt, in dem sich 35 Gletscher befinden. Die jährlich gesammelte Wassermenge beträgt durchschnittlich 500 Mio. m³, wovon der überwiegende Teil im Sommer anfällt. Der See enthält rund ein Fünftel der in der Schweiz speicherbaren elektrischen Energie.

## Pumpstationen
Der Hauptstollen wird durch die folgenden Pumpwerke mit Wasser versorgt.
| Pumpstationen | Lage            | Gemeindegebiet | Inbetriebnahme | Maschinenhaus (m ü. M.) | El. Leistung (MW) | Pumpen | Förderhöhe (m) | Ausbaudurchfluss (m³/s) | Bemerkung                            |
| ------------- | --------------- | -------------- | -------------- | ----------------------- | ----------------- | ------ | -------------- | ----------------------- | ------------------------------------ |
| Z’Mutt        | 620952 / 95010  | Zermatt        | 1965           | 1972                    | 86,4              | 4      | 370            | 17,4                    | Leistungsstärkste Station der Anlage |
| Stafel        | 618550 / 94827  | Zermatt        | 1964           | 2180                    | 26,5              | 3      | 212            | 09,9                    |                                      |
| Ferpècle      | 608505 / 100856 | Evolène        | 1962           | 1896                    | 21,3              | 3      | 212            | 08,4                    |                                      |
| Arolla        | 603500 / 95772  | Evolène        | 1963           | 2009                    | 48,6              | 3      | 312            | 12,6                    |                                      |
| Cleuson       | 590970 / 106810 | Conthey        | 1950           | 2110                    | 04,1              | 4      | 162            | 02,5                    |                                      |

## Zentralen

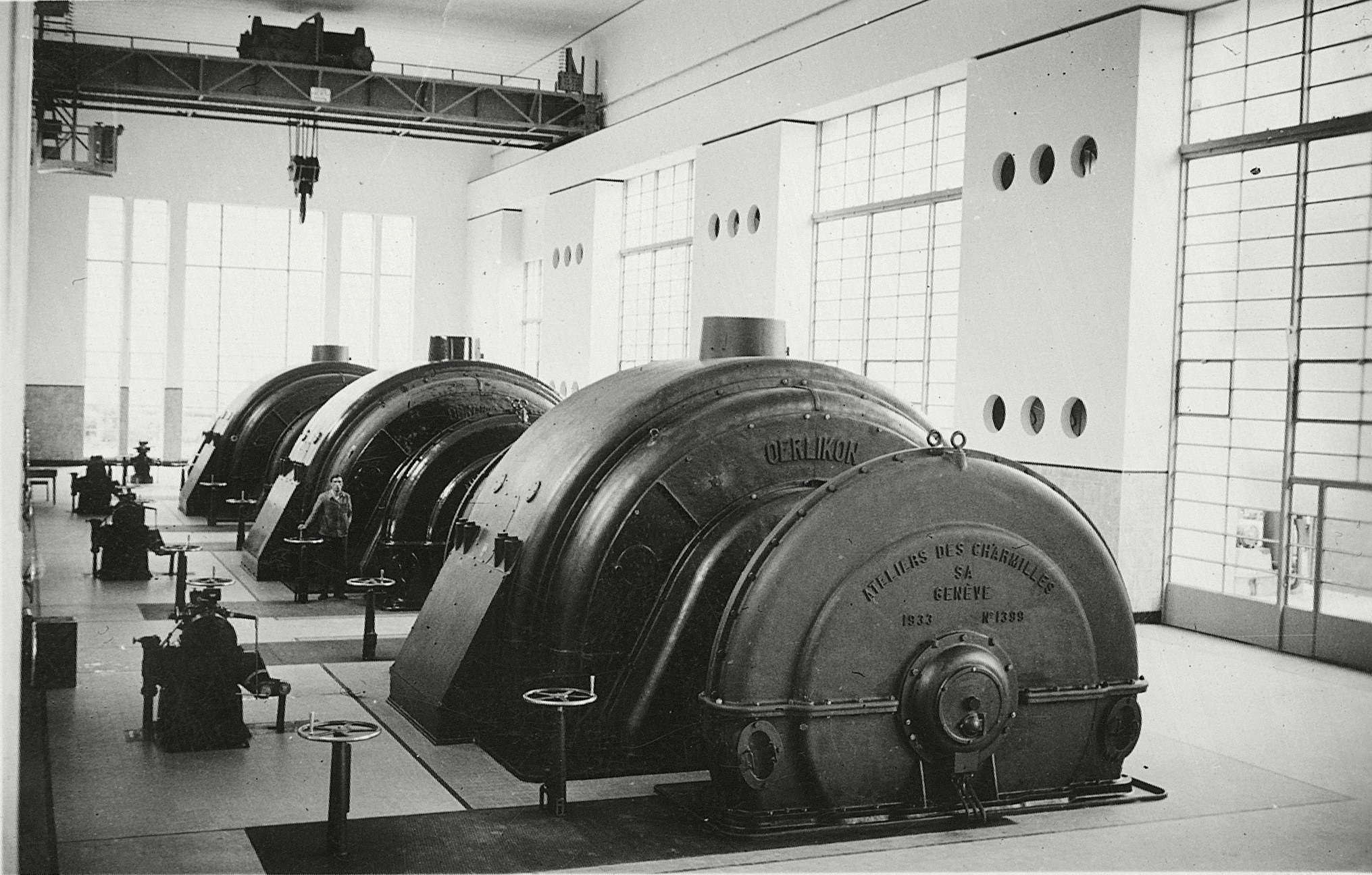
Kraftwerk Chandoline, 1934–1935. Maschinensaal mit den ursprünglichen drei Generatoren, die restlichen Generatoren wurden in den Jahren 1942 bis 1944 aufgestellt.

Die potenzielle Energie des im See gespeicherten Wassers wird in drei Zentralen in elektrische Energie umgewandelt. Die ebenfalls zum System gehörende Zentrale Chandoline ist seit Juli 2013 aus wirtschaftlichen Gründen auf unbestimmte Zeit stillgelegt worden. Die Zentralen Fionnay und Nendaz waren seit dem Frühsommer 2016 ausser Betrieb, da in der Druckleitung oberhalb der Zentrale Nendaz Mikrorisse festgestellt wurden. Das gesamte Wasser des Stausees wurde nur noch in der Zentrale Bieudron verarbeitet. Ab Januar 2023 wurden die Anlagen wieder hochgefahren, wobei in jedem Maschinenhaus vorerst nur vier der sechs Maschinensätze in Betrieb genommen wurden, die restlichen beiden sollen bis Ende Jahr folgen. Alles abgearbeitete Wasser fliesst in die Rhone.
| Zentrale   | Lage            | Gemeindegebiet | Inbetriebnahme | Maschinenhaus (m ü. M.) | El. Leistung (MW) | Pelton-Turbinen    | Maximale Rohfallhöhe (m) | Ausbaudurchfluss (m³/s) | Bemerkung |
| ---------- | --------------- | -------------- | -------------- | ----------------------- | ----------------- | ------------------ | ------------------------ | ----------------------- | --- |
| Fionnay    | 589518 / 98254  | Bagnes         | 1957           | 1490                    | 300               | 6 Doppelturbinen   | 0878,0                   | 45,0                    | Nicht zu verwechseln mit dem gleichnamigen Kraftwerk des Lac de Mauvoisin. Von Sommer 2016 bis Januar 2023 stillgelegt. |
| Chandoline | 595099 / 119038 | Sion           | 1934           | 0493                    | 150               | 5 Doppelturbinen   | 1878,0                   | 10,0                    | Seit Juli 2013 stillgelegt |
| Bieudron   | 585632 / 114713 | Nendaz         | 1999           | 0481                    | 1260,0            | 3 Vertikalturbinen | 1883,0                   | 75,0                    | War ab 12. Dezember 2000 neun Jahre ausser Betrieb wegen Bruch des Druckstollens. Leistungsfähigste Kraftwerkzentrale der Schweiz und gleichzeitig die Wasserkraftzentrale, die in der Schweiz am meisten Energie ins Netz einspeist. |
| Nendaz     | 585330 / 114558 | Riddes         | 1960           | 0478                    | 384               | 6 Doppelturbinen   | 1013,5                   | 45,0                    | Trotz seinem Namen Nendaz befindet sich das Kraftwerk auf dem Gemeindegebiet von Riddes. Von Sommer 2016 bis Januar 2023 stillgelegt.                                                                                                 |

Das Regelarbeitsvermögen der Zentrale Bieudron betrug 2,2 TWh (2 Mrd. kWh) im Jahr 2019, womit sie das Schweizer Wasserkraftwerk mit der grössten Stromproduktion ist. Die Leistung von Grande Dixence und Cleuson-Dixence zusammen beträgt 2,1 GW. Zur Einordnung dieser Zahlen noch die folgenden Angaben: das Kernkraftwerk Gösgen hat eine Leistung von einem Gigawatt und produzierte 7,8 TWh im Jahr 2019, der gesamte Stromverbrauch in der Schweiz betrug 57,2 TWh im Jahr 2019.

## Sonstiges
Jean-Luc Godard drehte 1954 seinen ersten eigenen Film Opération béton, einen kurzen Dokumentarfilm, über den Bau der Staumauer Grande Dixence. Godard selbst arbeitete dort als Bauarbeiter, um seine Finanzen aufzubessern.
Die Krone des Damms ist nach dem Turmrestaurant des Fernsehturms Ostankino in Moskau der höchste für Touristen zugängliche Bereich eines Bauwerks in Europa.

## Galerie

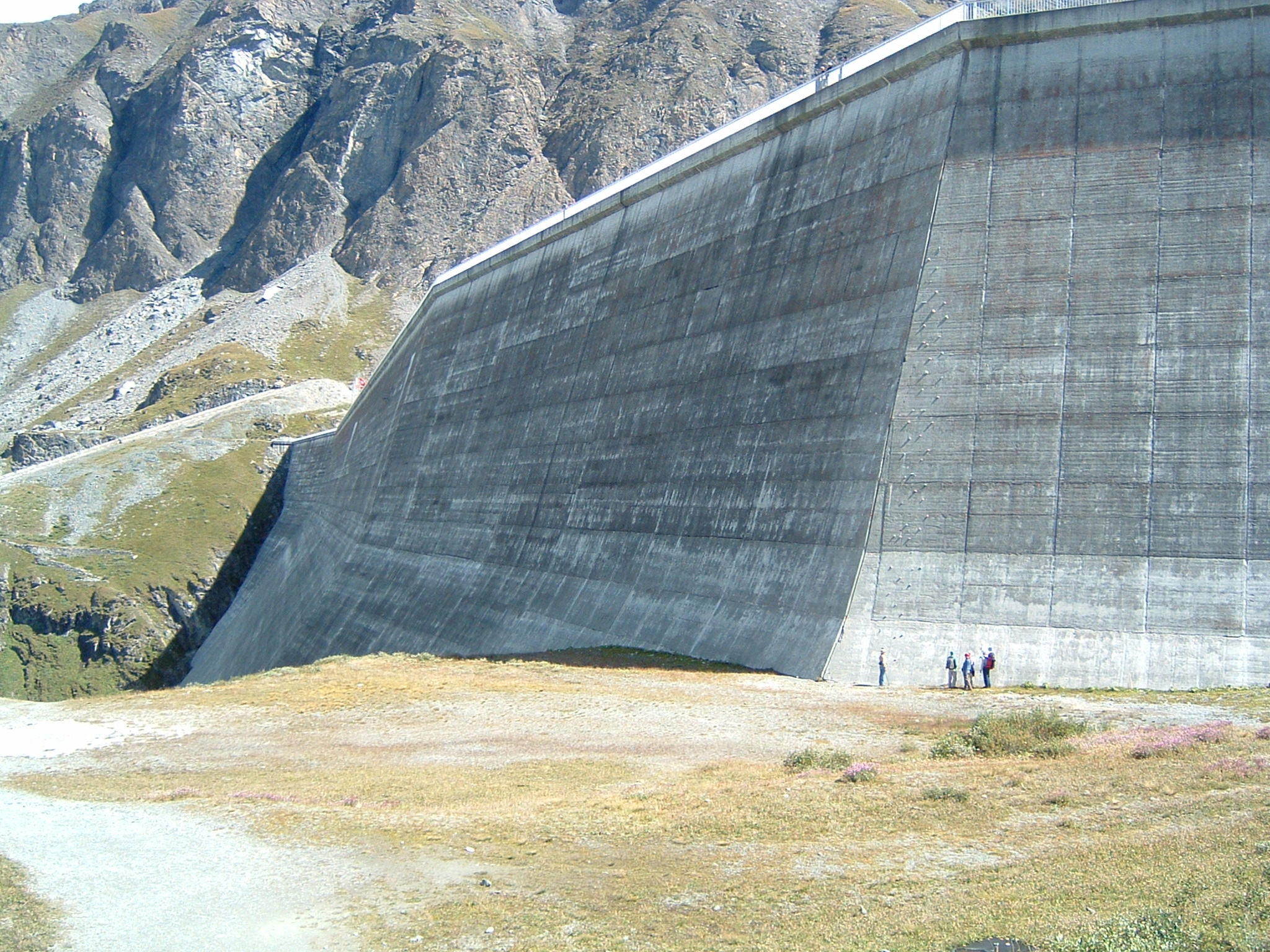
Die Staumauer von orografisch links aus gesehen. Hier wurden über den Knick hinaus Klettergriffe angebracht. Am Geländer befinden sich Karabinerhaken zur Toprope-Sicherung.
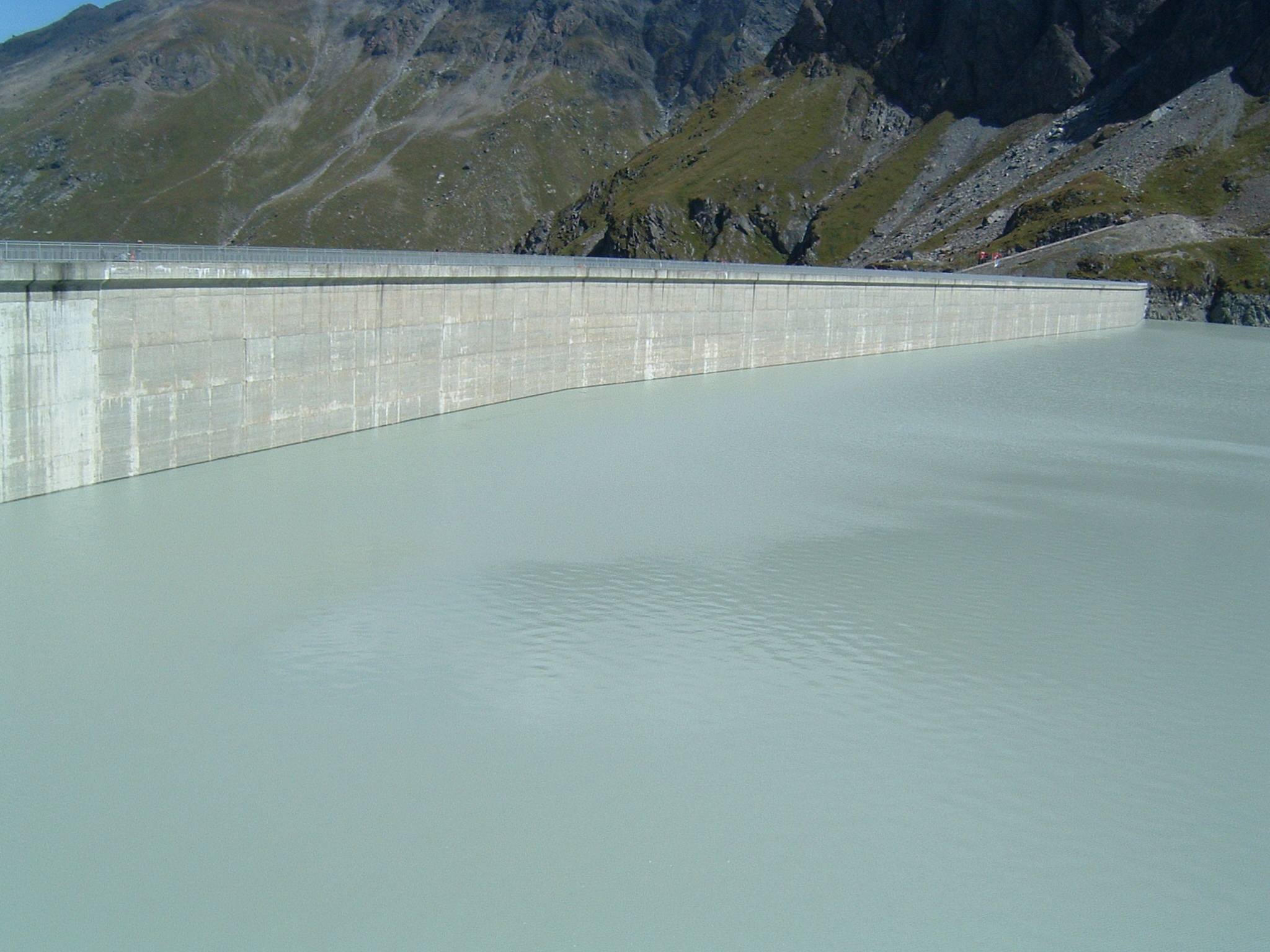
Blick von der Wasserseite auf die Staumauer. Der Wasserspiegel ist etwa 10 Meter unterhalb der Oberkante
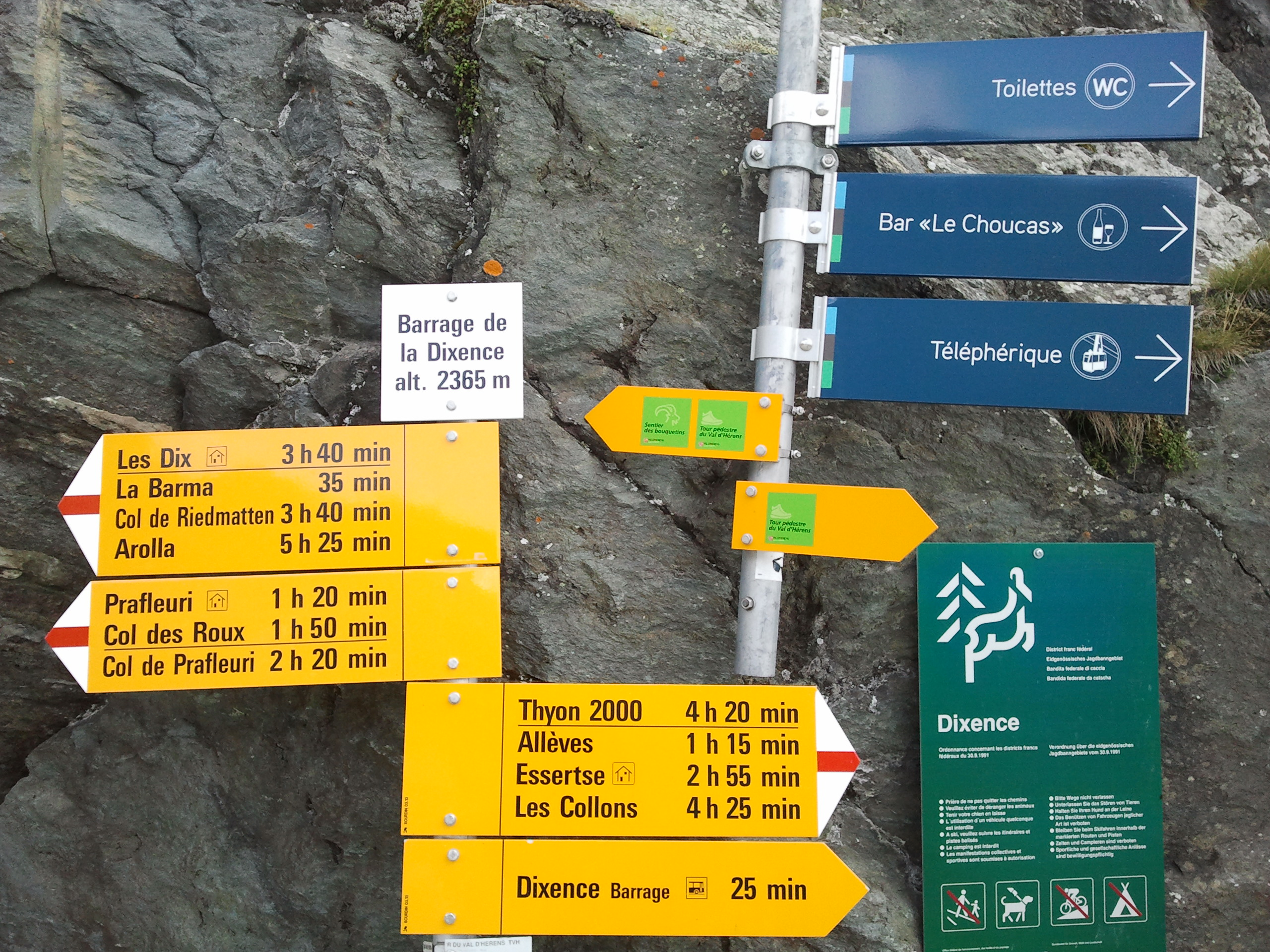
Wegweiser bei der Staumauer
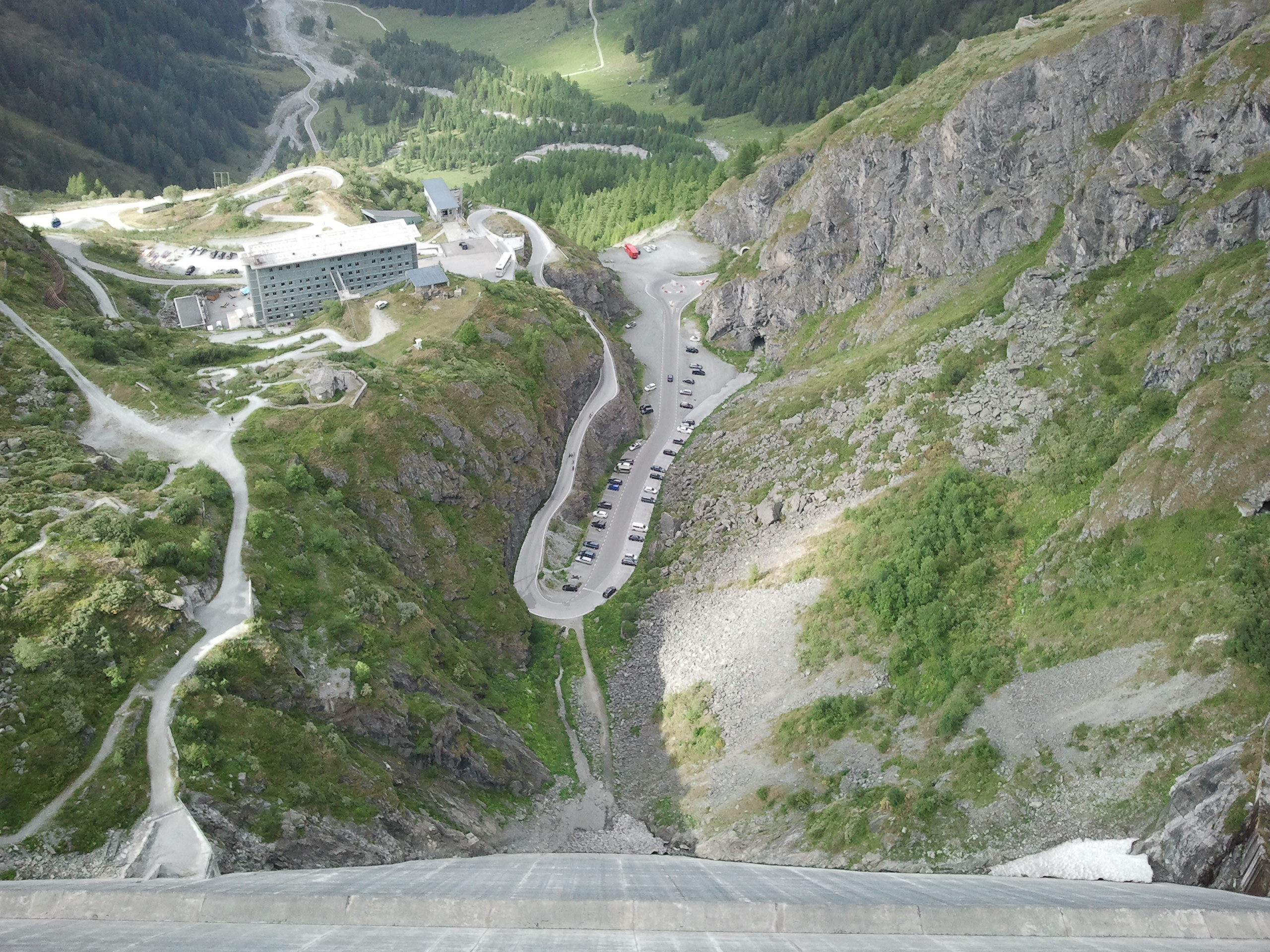
Der Blick von der Staumauer hinunter auf den Parkplatz
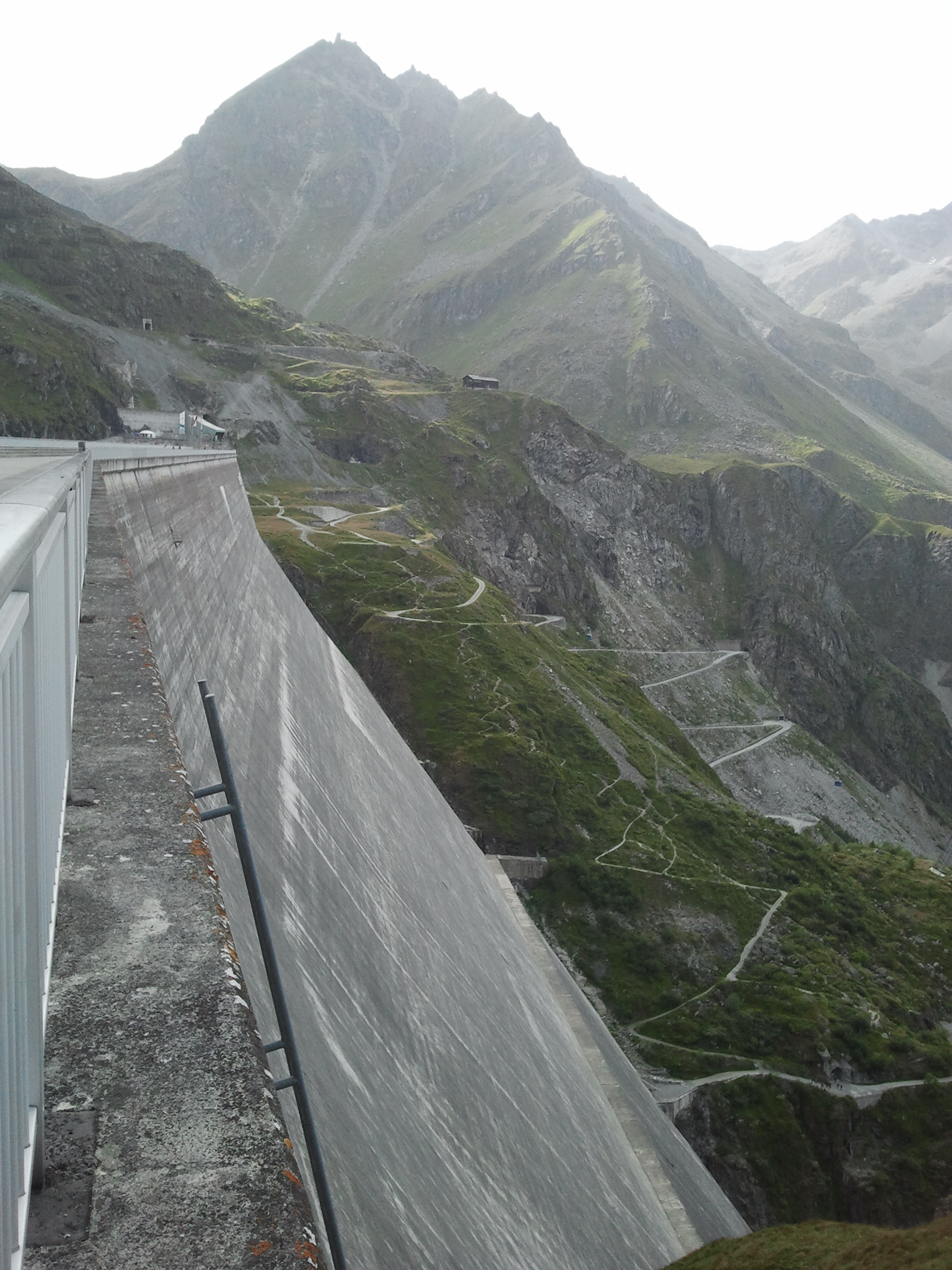
Der Wanderweg vom Parkplatz hinauf zur Staumauer
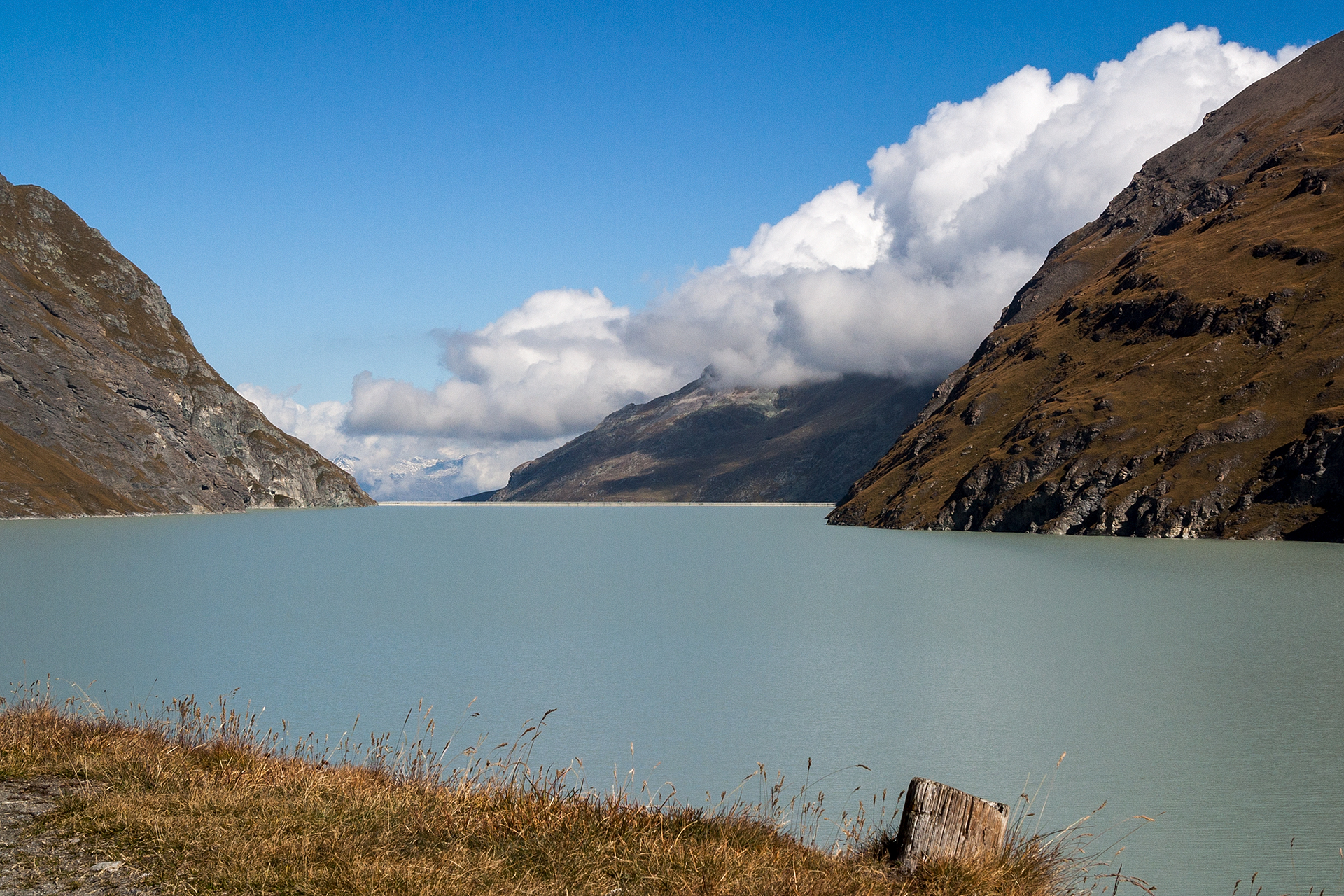
Stausee Lac des Dix
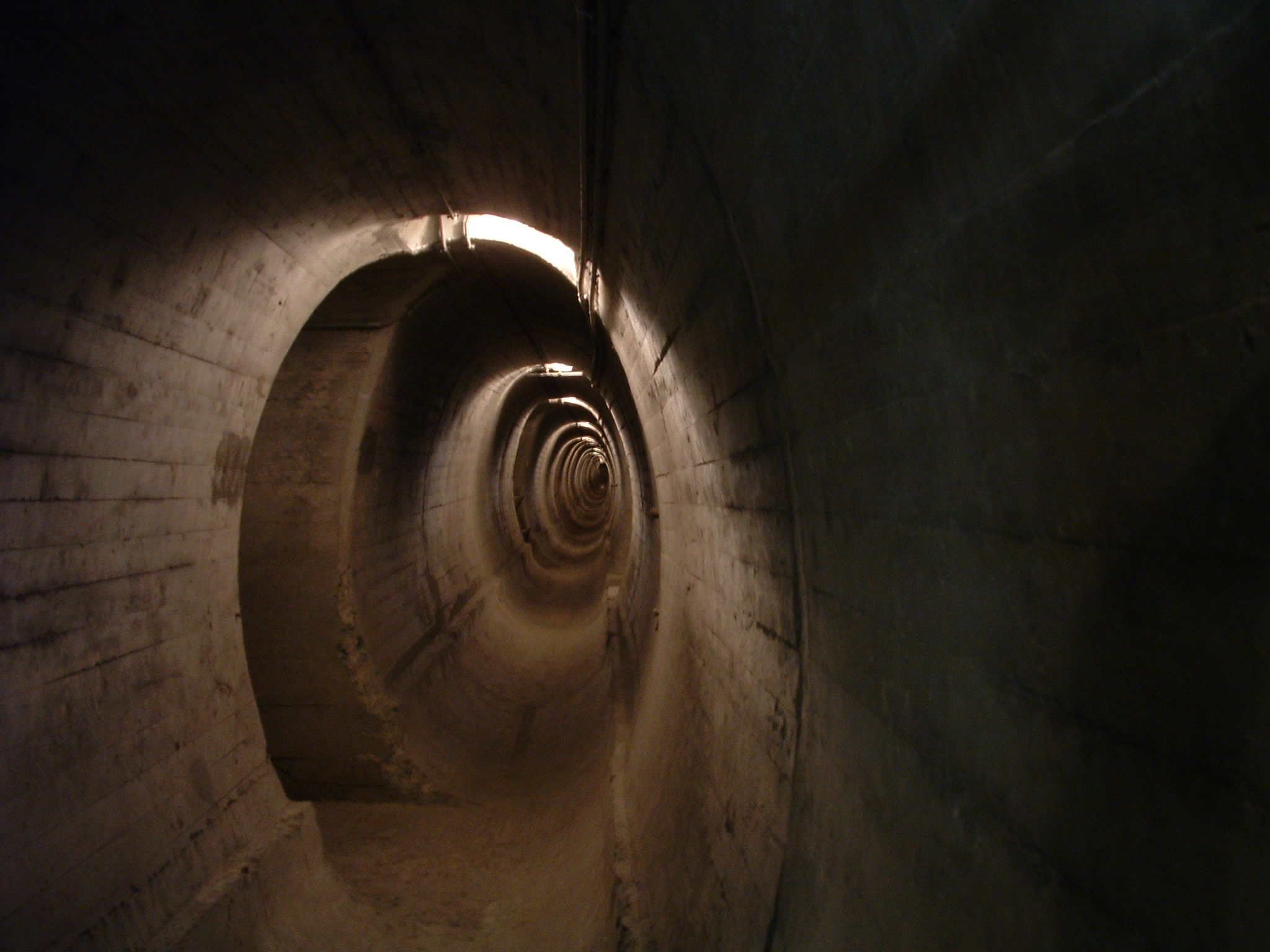
Stollen im Innern der Mauer